# ۱۵-کرون-۵
۱۵-کرون-۵ (به انگلیسی: 15-Crown-5) یک ترکیب شیمیایی با شناسه پاب‌کم ۳۶۳۳۶ است. شکل ظاهری این ترکیب، Transparent liquid است.